# Ivan Vlagyimirovics Micsurin
Ivan Vlagyimirovics Micsurin (cirill írással Иван Владимирович Мичурин, Versino uradalom, Dolgoje mellett, Rjazanyi terület, akkori Orosz Birodalom, mai Oroszország, 1855. október 27. (a régi naptár szerint október 15.) – Micsurinszk, 1935. június 7.) orosz származású szovjet agrobiológus, növénynemesítő, a Szovjet Tudományos Akadémia tiszteletbeli tagja.

Micsurin mellszobra a Moszkvai Egyetemen áll

## Munkássága
1888-ban kis faiskolát létesített, több mint 300 új gyümölcsfajtát nemesített. Alapos megfigyelő és szenvedélyes újító volt, ismereteit önerőből, autodidakta módon szerezte. 
A szovjet kormány által elismert munkássága során az általa nemesített hibrid növények megváltozott tulajdonságaira a genetika törvényszerűségeinek teljes mellőzésével próbált magyarázatot adni. Biológiai irányzata szerint a szervezetekre sajátos anyagcseretípus jellemző, amellyel megvalósul a környezettel való kapcsolatuk, és a megváltoztatott környezet új tulajdonságok kifejlődéséhez vezet. Eredményeit a fokozatos akklimatizálás módszerével érte el. 
Közép-Oroszország viszonyai között értékes alma- és meggyfajtákat, sok más gyümölcs-, szőlő-, néhány zöldség- és dísznövényfajtát is előállított. Hibridanyagából munkatársai és tanítványai további értékes fajtákat állítottak elő. 
Működésének színhelyét, Kozlov városát 1932-ben Micsurinszknak nevezték el. Amikor a Szovjetunióban támadni kezdték a mendeli genetikát, az állam Micsurin hibridizációs elméletét és annak Liszenko – Micsurin elméleti és gyakorlati eredményeinek továbbvivője – által továbbfejlesztett verzióját fogadta el az örökléstan hivatalos „marxista” elméletének – annak ellenére, hogy a világ tudósai mindkettőt kategorikusan elutasították.

## Érdekesség
Az 1950-es évektől idehaza is megjelentek a Micsurin-viccek, melyek az erőltetett, képtelen genetikai kísérleteket parodizálták. Példák: "Micsurin sikerrel keresztezte a bolhát a görögdinnyével, így a felvágott gyümölcsből maguktól kiugrálnak a magok.", "Micsurin keresztezte az írógépet a főtt kukoricával, így ha az ember végigrágja a szemeket, hát csönget, fordul egyet és magától visszacsúszik a sor elejére.", "- Hogyan halt meg Micsurin? - Keresztezte útját a gyorsvonattal.", "- Mért nincs Micsurinnak gyereke? - Mert a felesége keresztezte a lábát..." stb.

## Magyarul
- I. V. Micsurin válogatott tanulmányai; tan. I. I. Prezent bevezető tanulmányával, ford. Rényi Artúr, átdolg. Jeszenszky Árpád; Hungária, Bp., 1950
- I. V. Micsurin válogatott művei; szerk. P. N. Jakovljev, ford. Pusztai Jánosné; Akadémiai, Bp., 1954